# Sparattosyce balansae
Sparattosyce balansae är en mullbärsväxtart som beskrevs av A. Richt. och Guillaum.. Sparattosyce balansae ingår i släktet Sparattosyce och familjen mullbärsväxter. Inga underarter finns listade i Catalogue of Life.